# قادرآباد (پشتکوه)
قادرآباد روستایی در دهستان پشتکوه بخش مرکزی شهرستان خاش استان سیستان و بلوچستان ایران است.

## جمعیت
بر پایه سرشماری عمومی نفوس و مسکن در سال ۱۳۹۵ جمعیت این روستا ۱۳۰ نفر (۵۱خانوار) بوده‌است.